# (670) Ottegebe
(670) Ottegebe est un astéroïde de la ceinture principale découvert le 20 août 1908 par l'astronome allemand August Kopff. Sa désignation provisoire était 1908 DR.
L’astéroïde a été nommé d’après le personnage Ottegebe de la pièce de théâtre Der arme Heinrich (Drama) (de) de Gerhart Hauptmann.